# Exodus (episodio de Falling Skies)
Exodus es el tercer episodio de la cuarta temporada y trigésimo tercer episodio a lo largo de la serie de drama y ciencia ficción de TNT Falling Skies. Fue escrito por Josh Pate y dirigido por Mikael Salomon. Fue estrenado el 6 de julio de 2014 en Estados Unidos y el 7 de julio de 2014 en Latinoamérica.
Tom y el resto de los sobrevivientes de la 2nd Mass elaboran un plan para escapar del gueto Espheni. Mientras tanto en el barrio chino, después de que Ben le confesara el secreto que descubrió, Maggie enfrenta a Lexi públicamente. Por otra parte, en el campamento de reeducación, Matt intenta mantener alejada a Mira de un peligroso plan de escape. Finalmente, cuando lidera a su grupo por el bosque, Anne recuerda su estadía con Karen en la torre Espheni, donde descubre la verdad sobre el origen de Lexi.

## Argumento
Anne sigue su camino a encontrarse con Lexi, esperanzada por lo que Denny logró leer de la mente del Skitter con el que se toparon, sin embargo, la falta de alimentación e hidratación merman su estado de salud, provocando que pierda el conocimiento. Mientras se recupera, Anne tiene un recuerdo de su tiempo cautiva en la torre Espheni, en donde descubre que uno de los Overlord estuvo conectado a ella y proclama a la bebé como hija suya. Por otra parte en el campamento de reeducación, Matt descubre que Mira planea escapar. Cuando Kent lidera una inspección tras la desaparición de una pinzas para cortar alambre y posteriormente encontrarlas en una cama vacía, Matt asume la culpa. Al día siguiente, Cochise y sus hombres observan a Matt desde fuera del campamento, mientras Kent lleva al chico a una celda.
Mientras tanto, Tom, Hal, Waever, Pope, Tector y Dingaan ponen en marcha el plan para escapar de la prisión Espheni y aunque Pope no está del todo de acuerdo, Tom logra imponerse. Utilizando a Tom como distracción, Weaver y Pope preparan el traje de Faraday para Dingaan, mientras Hal guía a todos los prisioneros hacia los túneles. Cuando el Overlord desciende en persona a aceptar la rendición de Tom, éste lo ataca y lo quema con un lanzallamas. Entonces, Tom evade a los Skitters, ofreciendo una distracción. La mano de Digaan se lesiona a causa de los Skitters que persiguen a Tom, por lo que Weaver se ofrece a hacer su trabajo, sin embargo, Pope hace ver que su condición cardíaca no le permitirá llegar lejos y se ofrece como voluntario para subir la valla vistiendo el traje de Faraday. Pope es atacado por un Avispón, lo que lo retrasa y reduce la resistencia del traje.
Al tratar de defenderse del avispón, Pope deja caer la bomba, que milagrosamente no explota y decide bajar por ella. Digaan le advierte a Pope que el traje no resistirá si intenta volver a subir pero éste insiste y logra llegar la cima, siendo electrocutado cuando desciende del otro lado. Weaver alienta a un inconsciente Pope a levantarse y terminar su tarea, mientras Tom es acorralado por varios Skitters, a quienes logra contener con el lanzallamas. En el túnel, los Skitters descubren que los prisioneros están ahí los atacan pero Hal logra contenerlos. Pope se reincorpora y logra instalar la bomba que corta la energía de la cerca, logrando que todos los prisioneros puedan escapar.
Por otra parte en el barrio chino, Ben se acerca a Maggie y le confiesa que descubrió a Lexi reuniéndose con uno de los Overlords. Molesta por haber creído en Lexi, Maggie le revela a Ben que escondió sus armas cerca del campamento y enfrenta a Lexi públicamente. Lexi les dice que su alianza con el Espheni es lo que asegura la tranquilidad del lugar, además de no poderse alejar de él porque forma parte de lo que ella es realmente. Poco después, Anne y su gente llegan al barrio chino y madre e hija se reencuentran. Mientras la 2nd Mass celebran su triunfo, Weaver se siente angustiado, ya que tiene el presentimiento de que algo lo acecha. Finalmente, el Overlord de la prisión jura encontrar y exterminar a los fugitivos.

## Elenco
| - Noah Wyle como Tom Mason. - Moon Bloodgood como Anne Glass. - Drew Roy como Hal Mason. - Connor Jessup como Ben Mason. - Maxim Knight como Matt Mason. - Colin Cunningham como John Pope. - Sarah Sanguin Carter como Maggie. - Mpho Koahu como Anthony. - Doug Jones como Cochise. - Seychelle Gabriel como Lourdes Delgado. - Scarlett Byrne como Lexi. - Will Patton como Daniel Weaver. | - Ryan Robbins como Tector Murphy. - Laci Mailey como Jeanne Weaver. - Megan Danso como Denny. - Bryce Hogson como el chico con arnés. - Desiree Ross como Mira. - Dakota Daulby como Kent. - Jessy Schram como Karen Nadler. - Treva Etienne como Dingaan Botha. |

## Continuidad
- Karen Nadler fue vista anteriormente en Brazil.
- La 2nd Mass logra escapar del gueto Espheni.
- Cochise localiza el campo de reeducación donde se encuentra Matt.
- Maggie y Ben enfrentan a Lexi públicamente sobre sus reuniones secretas con un Espheni.
- Anne y su grupo llegan al barrio chino.
- Anne y Alexis se reencuentran en este episodio.
- Matt es descubierto por Kent y separado del resto de los estudiantes.

## Recepción

### Recepción de la crítica
Chris Carabott de IGN calificó al episodio como bueno y le otorgó una puntuación de 7.6 sobre 10, comentando: "A pesar de algunos problemas con el personaje de Pope, Exodus todavía fue una hora bastante emocionante. La fuga fue de suspenso y el arco argumental de la temporada avanza a buen ritmo hasta el momento".

### Recepción del público
En Estados Unidos, Exodus fue visto por 2.75 millones de espectadores, recibiendo 0.8 millones de espectadores entre los 18 y 49 años, de acuerdo con Nielsen Media Research.